# Lodovico Boschieri
Lodovico Boschieri (Cornuda, 21 marzo 1841 – Crocetta Trevigiana, 20 agosto 1909) è stato un patriota e politico italiano.

## Biografia
Nacque in una famiglia borghese che, alla fine del Settecento, si occupava dei beni di campagna dei nobili veneziani Sandi. Non ha ancora completato gli studi liceali a Padova quando lascia la famiglia per seguire Giuseppe Garibaldi nella spedizione dei Mille: dopo essere stato ferito il 30 settembre 1860 nei pressi di Capua, consegue il diploma liceale e si iscrive alla facoltà di giurisprudenza a Napoli.
Sarà costretto a spostarsi in varie città italiane per curare la ferita che gli aveva causato la perdita dell'occhio sinistro. A Bologna consegue la laurea il 22 dicembre 1864. Inizia la carriera di avvocato e sarà ancora con Garibaldi a Bezzecca nel 1866 e qualche anno dopo ritorna finalmente a casa continuando la professione di avvocato. Tra le file della Sinistra storica, viene eletto sindaco di Cornuda (TV) nel 1896.
I contrasti tra gli abitanti di Ciano e Nogarè con quelli del capoluogo a causa della sede municipale troppo lontana dalle estreme frazioni, e l'importanza che va assumendo la località di Crocetta dove si è insediata una grande fabbrica, il Canapificio Veneto, inducono Lodovico a costituire un nuovo comune, Crocetta Trevigiana. Le frazioni di Ciano e Nogarè si staccano dal capoluogo Cornuda e si costituiscono comune autonomo il 1º giugno 1902 con il nome di Crocetta Trevigiana. Boschieri è il primo sindaco di questo nuovo comune e manterrà la carica fino alla data della sua morte improvvisa.